# Walter Schmidt (Jurist, 1858)
Walter Karl Friedrich Theodor Schmidt  (* 20. November 1858 in Parchim; † 25. Juli 1925 in Rostock) war ein deutscher Jurist und Politiker. Er war von 1920 bis 1921 Justizminister des Landes Mecklenburg-Schwerin. 

## Leben und Beruf
Walter Schmidt wurde als jüngerer Sohn des Superintendenten Gustav Schmidt (1812–1863) und dessen Ehefrau Hermine Friederike Elisabeth, geb. Walter (1822–1913) in Parchim geboren. Nach dem Schulbesuch nahm er an der Universität Rostock ein Studium der Rechtswissenschaften auf, das er 1882 mit dem ersten Staatsexamen beendete. Nach Bestehen des zweiten Staatsexamens 1885 trat er in den Justizdienst des Großherzogtums Mecklenburg-Schwerin ein. 
Er arbeitete seit 1886 als Amtsanwalt in Wismar und war von 1888 bis 1893 als Gerichtsassessor in Kröpelin sowie als Amtsrichter am Amtsgericht Wittenburg tätig. Von 1893 bis 1898 wirkte er als Staatsanwalt am Landgericht Rostock, von 1898 bis 1900 als Landgerichtsrat am Landgericht Güstrow, von 1900 bis 1905 als Erster Staatsanwalt in Rostock und von 1905 bis 1909 als Erster Staatsanwalt in Güstrow. Von 1909 bis 1924 war er Oberlandesgerichtsrat am Oberlandesgericht Rostock. 1924/25 fungierte er als Präsident des Rostocker Oberlandesgerichtes. Walter Schmidt starb am 25. Juli 1925 in Rostock.
Walter Schmidt war mit Ada Sharpin verheiratet. Die Malerin Luise Schmidt war seine ältere Schwester.

## Politik
Der Parteilose Schmidt amtierte vom 28. Juli 1920 bis zum 12. Januar 1921 als Staatsminister der Justiz in der von Ministerpräsident Hermann Reincke-Bloch geführten Regierung des Freistaates Mecklenburg-Schwerin, einer rechten Minderheitsregierung aus DNVP und DVP. Ein erfolgreicher Misstrauensantrag der SPD gegen Schmidt führte zum Rücktritt der gesamten Regierung. Hintergrund war das Strafverfahren nach der Tötung eines Gutsarbeiters im Zuge des Kapp-Lüttwitz-Putsches im März 1920. Das zuständige Schwurgericht hatte drei der Angeklagten freigesprochen, wogegen Justizminister Schmidt zunächst Revision eingelegt, diese aber wegen fehlender Revisionsgründe wieder zurückgenommen hatte, was die SPD empörte.